# Edson Alvarado
Edson Antonio Alvarado Garcia (Jalisco, 27 settembre 1975) è un ex calciatore messicano, di ruolo centrocampista.

## Carriera

### Club
Ha trascorso l'intera carriera nelle file di club messicani, vincendo il campionato due volte con il Necaxa, nel 1995 e nel 1996.

### Nazionale
Ha giocato una sola partita per la nazionale messicana nel 1996. È stato altresì un componente della rosa messicana alle Olimpiadi del 1996.